# Brachycyrtus fianarensis
Brachycyrtus fianarensis är en stekelart som beskrevs av André Seyrig 1952. Brachycyrtus fianarensis ingår i släktet Brachycyrtus och familjen brokparasitsteklar. Inga underarter finns listade.